# Archevêque d'York

Les armoiries archiépiscopales : de gueules à deux clefs d'argent passées en sautoir surmontées d'une couronne impériale d'or.

L'archevêque d'York (Archbishop of York en anglais) est le troisième personnage de l'Église d'Angleterre, après le gouverneur suprême de l'Église d'Angleterre (c'est-à-dire le monarque) et l'archevêque de Cantorbéry (le primus inter pares de tous les primats anglicans).
En tant qu'évêque d'un des « cinq grands évêchés » (avec Canterbury, Londres, Durham et Winchester), il est ex officio l'un des « Lords spirituels » (et donc membre) de la Chambre des lords. Il porte également le titre de « primat d'Angleterre », tandis que l'archevêque de Cantorbéry est « primat de toute l'Angleterre » (ce qui donne à ce dernier une certaine préséance). Il est, en outre, le métropolite de la province d'York, qui recouvre le tiers septentrional de l'Angleterre.

## Liste des archevêques d'York

### Évêques anglo-saxons
| Début     | Fin           | Nom              | Remarques                                                                                |
| --------- | ------------- | ---------------- | ---------------------------------------------------------------------------------------- |
| 627       | 633           | Paulin           | Fuit la Northumbrie à la mort du roi Edwin. Considéré comme saint.                       |
| vers 664  | vers 664      | Wilfrid          | Sacré en Francie après son élection, Chad est élu en son absence. Considéré comme saint. |
| 664/665   | vers 669      | Chad             | Démissionne à la demande de l'archevêque Théodore de Cantorbéry. Considéré comme saint.  |
| vers 669  | 678           | Wilfrid          | Rétabli par l'archevêque Théodore, il est chassé par le roi Ecgfrith.                    |
| 678       | vers 686      | Bosa             | Démissionne à la demande de l'archevêque Théodore. Considéré comme saint.                |
| vers 686  | 690 / 691     | Wilfrid          | Rétabli par Aldfrith, le successeur d'Ecgfrith, qui finit par le chasser à son tour.     |
| vers 691  | 2 octobre 706 | Bosa             | Rétabli par Aldfrith.                                                                    |
| 706       | 714 ?         | Jean de Beverley | Transféré depuis Hexham. Démissionne. Mort le 7 mai 721. Considéré comme saint.          |
| 714 ?     | 732           | Wilfrid II       | Démissionne. Mort le 29 avril 744 ou 745. Considéré comme saint.                         |
| 732       | 735           | Ecgberht         | Reçoit le pallium et devient le premier archevêque d'York.                               |
| Sources : |               |                  |                                                                                          |

### Archevêques anglo-saxons
| Début              | Fin                   | Nom           | Remarques                                                                            |
| ------------------ | --------------------- | ------------- | ------------------------------------------------------------------------------------ |
| 735                | 19 novembre 766       | Ecgberht      |                                                                                      |
| 24 avril 766 / 767 | 8 novembre 779 / 780  | Æthelberht    | Également appelé « Ælberht ».                                                        |
| 779 / 780          | 10 août 796           | Eanbald Ier   |                                                                                      |
| 14 août 796        | après 808             | Eanbald II    |                                                                                      |
| après 808          | 830 × 837             | Wulfsige      |                                                                                      |
| 837                | 854                   | Wigmund       |                                                                                      |
| 854                | 892 ou 900            | Wulfhere      |                                                                                      |
| 900                | 904 × 928             | Æthelbald     |                                                                                      |
| 904 × 928          | 931                   | Hrothweard    |                                                                                      |
| 931                | 16 ou 26 décembre 956 | Wulfstan Ier  | Transféré à Dorchester en 954 ?                                                      |
| 959 ?              | 31 octobre 971        | Oscytel       | Transféré depuis Dorchester.                                                         |
| 971                | 971                   | Edwald        | Démissionne sitôt élu.                                                               |
| 971                | 29 février 992        | Oswald        | Transféré depuis Worcester, qu'il conserve. Considéré comme saint.                   |
| 995                | 4 juin 1002           | Ealdwulf      | Transféré depuis Worcester, qu'il conserve.                                          |
| 1002               | 28 mai 1023           | Wulfstan II   | Transféré depuis Worcester, qu'il conserve jusqu'en 1016.                            |
| 1023               | 22 janvier 1051       | Ælfric Puttoc | Transféré depuis Winchester. Également évêque de Worcester à partir de 1040 ou 1041. |
| 1051               | 22 décembre 1060      | Cynesige      |                                                                                      |
| 25 décembre 1060   | 11 septembre 1069     | Ealdred       | Transféré depuis Worcester, qu'il conserve brièvement.                               |
| Sources :          |                       |               |                                                                                      |

### De la conquête normande à la Réforme
- 1070-1100 : Thomas Ier
- 1100-1108 : Gérard
- 1109-1114 : Thomas II
- 1119-1140 : Thurstan
- 1140 : Waltheof de Melrose (élection annulée)
- 1140 : Henri de Sully (élection annulée)
- 1143-1147 : Guillaume FitzHerbert
- 1147-1153 : Henri Murdac
- 1153-1154 : Guillaume FitzHerbert (restauré)
- 1154-1181 : Roger de Pont l'Évêque
- 1191-1212 : Geoffroy
- 1215 : Simon Langton (élection annulée)
- 1216-1255 : Walter de Gray
- 1256-1268 : Sewal de Bovil
- 1258-1265 : Godfrey Ludham
- 1265 : William Langton (élection annulée)
- 1265-1266 : Bonaventure (démissionna)
- 1266-1279 : Gautier Giffard
- 1279-1285 : William de Wickwane
- 1286-1296 : John le Romeyn
- 1298-1299 : Henry de Newark
- 1300-1304 : Thomas de Corbridge
- 1306-1315 : William Greenfield
- 1317-1340 : William Melton
- 1342-1352 : William Zouche
- 1353-1373 : John de Thoresby
- 1374-1388 : Alexandre Neville
- 1388-1396 : Thomas Arundel
- 1397-1398 : Robert Waldby
- 1398-1405 : Richard le Scrope
- 1405-1406 : Thomas Langley
- 1406-1407 : Robert Hallam
- 1407-1423 : Henry Bowet
- 1423-1424 : Philip Morgan
- 1424-1425 : Richard Fleming
- 1426-1452 : John Kemp
- 1452-1464 : William Booth
- 1465-1476 : George Neville
- 1476-1480 : Lawrence Booth
- 1480-1500 : Thomas Rotherham
- 1501-1507 : Thomas Savage
- 1508-1514 : Christopher Bainbridge
- 1514-1530 : Thomas Wolsey

### Après la Réforme
- 1531-1544 : Edward Lee (anglo catholique)
- 1545-1554 : Robert Holgate (ordonné validement et pas seulement nommé)
- 1555-1559 : Nicholas Heath (catholique, restauration de Mary)
- 1561-1568 : Thomas Young (premier à adhérer aux 39 articles de 1563 et au protestantisme)
- 1570-1576 : Edmund Grindal
- 1577-1588 : Edwin Sandys
- 1589-1594 : John Piers
- 1595-1606 : Matthew Hutton
- 1606-1628 : Tobias Matthew
- 1628 : George Montaigne
- 1629-1631 : Samuel Harsnett
- 1632-1640 : Richard Neile
- 1641-1650 : John Williams
- 1650-1660 : Vacant
- 1660-1664 : Accepted Frewen
- 1664-1683 : Richard Sterne
- 1683-1686 : John Dolben
- 1688-1691 : Thomas Lamplugh
- 1691-1714 : John Sharp
- 1714-1724 : William Dawes
- 1724-1743 : Lancelot Blackburne
- 1743-1747 : Thomas Herring
- 1747-1757 : Matthew Hutton
- 1757-1761 : John Gilbert
- 1761-1776 : Robert Hay Drummond
- 1776-1807 : William Markham
- 1808-1847 : Edward Venables-Vernon-Harcourt
- 1847-1860 : Thomas Musgrave
- 1860-1862 : Charles Thomas Longley
- 1862-1890 : William Thomson
- 1891 : William Connor Magee
- 1891-1908 : William Maclagan
- 1909-1928 : Cosmo Lang
- 1929-1942 : William Temple
- 1942-1955 : Cyril Garbett
- 1956-1961 : Michael Ramsey
- 1961-1974 : Donald Coggan
- 1975-1983 : Stuart Blanch
- 1983-1995 : John Habgood
- 1995-2005 : David Hope
- 2005-2020 : John Sentamu
- depuis 2020 : Stephen Cottrell